# 유사 (승상)
유사(劉舍, ? ~ 기원전 140년)는 중국 전한의 관료이다.

## 행적
전한의 개국공신 135위인 도안후(桃安侯) 유양(劉襄) 곧 항양의 아들로, 문제 10년(기원전 170년)에 아버지의 작위를 세습했다. 경제 5년(기원전 152년)에 태복이 됐으며, 경제 7년(기원전 150년)에는 어사대부가 됐고, 경제 중3년(기원전 147년)에는 경제의 눈밖에 나 면직된 주아부를 대신해 승상이 됐다. 경제 후원년(기원전 143년)에 지진과 일식이 일어났고, 일식이 일어난 지 이틀 후에 면직됐다.
도후로는 30년 만에 죽어 아들 유신 혹 유유가 작위를 세습했으며, 시호는 도애후(桃哀侯) 혹은 도의후(桃懿侯)다. 고조의 개국공신과 그 아들들이 승상을 지내는 관습은 유사까지 지켜졌고, 유사의 후임 승상이 경제의 측근인 위관으로 정해지면서 깨졌으나 이후에도 허창·설택 등의 사례가 있었다.
경제 중6년(기원전 144년)에 위관과 함께 태형에 대한 세부사항을 청해 올렸다.